# Панайотіс Тахцидіс
Панайотіс Тахцидіс (грец. Παναγιώτης Ταχτσίδης, нар. 15 лютого 1991, Нафпліон) — грецький футболіст, півзахисник румунського клубу ЧФР. Грав за національну збірну Греції.

## Клубна кар'єра
Народився 15 лютого 1991 року в місті Нафпліон. Вихованець футбольної школи клубу АЕК. Дорослу футбольну кар'єру розпочав 2007 року в основній команді того ж клубу, в якій провів три сезони, взявши участь у 18 матчах чемпіонату. 
21 квітня 2010 року приєднався до італійського «Дженоа», проте, не провівши у складі команди цього клубу жодної офіційної гри, був відданий в оренду спочатку до «Чезени», а згодом до представників Серії B «Гроссето» та «Верони».
19 липня 2012 року уклав п'ятирічний контракт з «Ромою», проте вже за рік залишив римський клуб, ставши гравцем «Катанії».
До складу «Торіно» приєднався на умовах оренди 9 січня 2014 року. Протягом наступних трьох років продовжував грати в Італії, змінивши за цей час декілька команд.
2017 року повернувся на батьківщину, де провів сезон 2017/18 в «Олімпіакосі», стабільним гравцем основного складу, втім, не ставши.
На початку вересня 2018 року уклав дворічний контракт з англійським «Ноттінгем Форест», представником Чемпіонату Футбольної ліги. Утім в Англії грецький футболіст не зміг здолати конкуренцію за місце на полі і вже у січні 2019 року, не провівши жодної гри за «Ноттінгем», був відданий в оренду до італійського «Лечче». Угода передбачала зобов'язання щодо трансферу гравця влітку того ж 2019 року, на момент укладання повноцінної угоди з «Лечче» Тахцидіс провів за команду клубу 17 матчів у Серії B і допоміг їй уперше з 2012 року підвищитися у класі до Серії A. Загалом відіграв за «Лечче» два з половиною сезони.
Влітку 2021 року на умовах однорічного контракту став гравцем саудівського клубу «Аль-Файха».

## Виступи за збірні
2005 року дебютував у складі юнацької збірної Греції, взяв участь у 9 іграх на юнацькому рівні, відзначившись 3 забитими голами.
Протягом 2009–2012 років залучався до складу молодіжної збірної Греції. На молодіжному рівні зіграв у 10 офіційних матчах.
2012 року дебютував в офіційних матчах у складі національної збірної Греції.
2014 року був включений до заявки збірної на тогорічний чемпіонат світу у Бразилії, де лишався запасним і на поле не виходив.
| Дата       | Місто          | Господарі         | Результат | Гості             | Турнір            | Голи | Примітки |
| ---------- | -------------- | ----------------- | --------- | ----------------- | ----------------- | ---- | -------- |
| 14-11-2012 | Дублін         | Ірландія          | 0 – 1     | Греція            | товариський матч  | -    |          |
| 6-2-2013   | Афіни          | Греція            | 0 – 0     | Швейцарія         | товариський матч  | -    | 58'      |
| 14-8-2013  | Зальцбург      | Австрія           | 0 – 2     | Греція            | товариський матч  | -    |          |
| 6-9-2013   | Вадуц          | Ліхтенштейн       | 0 – 1     | Греція            | Відбір до ЧС 2014 | -    | 67'      |
| 3-6-2014   | Честер (місто) | Нігерія           | 0 – 0     | Греція            | товариський матч  | -    |          |
| 6-6-2014   | Гаррісон       | Болівія           | 1 – 2     | Греція            | товариський матч  | -    | 58'      |
| 7-9-2014   | Афіни          | Греція            | 0 – 1     | Румунія           | Відбір до ЧЄ 2016 | -    |          |
| 11-10-2014 | Гельсінкі      | Фінляндія         | 1 – 1     | Греція            | Відбір до ЧЄ 2016 | -    |          |
| 14-10-2014 | Афіни          | Греція            | 0 – 2     | Північна Ірландія | Відбір до ЧЄ 2016 | -    |          |
| 16-6-2015  | Гданськ        | Польща            | 0 – 0     | Греція            | товариський матч  | -    |          |
| 4-9-2015   | Афіни          | Греція            | 0 – 1     | Фінляндія         | Відбір до ЧЄ 2016 | -    | 86'      |
| 11-10-2015 | Афіни          | Греція            | 4 – 3     | Угорщина          | Відбір до ЧЄ 2016 | 1    |          |
| 13-11-2015 | Люксембург     | Люксембург        | 1 – 0     | Греція            | товариський матч  | -    |          |
| 17-11-2015 | Стамбул        | Туреччина         | 0 – 0     | Греція            | товариський матч  | -    | 46'      |
| 24-3-2016  | Афіни          | Греція            | 2 – 1     | Чорногорія        | товариський матч  | -    | 90+3'    |
| 29-3-2016  | Афіни          | Греція            | 2 – 3     | Ісландія          | товариський матч  | -    | 77'      |
| 4-6-2016   | Сідней         | Австралія         | 1 – 0     | Греція            | товариський матч  | -    | 56'      |
| 10-10-2016 | Таллінн        | Естонія           | 0 – 2     | Греція            | Відбір до ЧС 2018 | -    | 83'      |
| 9-11-2016  | Афіни          | Греція            | 0 – 1     | Білорусь          | товариський матч  | -    | 46'      |
| 25-3-2017  | Брюссель       | Бельгія           | 1 – 1     | Греція            | Відбір до ЧС 2018 | -    | 29', 65' |
| 10-10-2017 | Афіни          | Греція            | 4 – 0     | Гібралтар         | Відбір до ЧС 2018 | -    |          |
| 9-11-2017  | Загреб         | Хорватія          | 4 – 1     | Греція            | Відбір до ЧС 2018 | -    | 62'      |
| 12-11-2017 | Афіни          | Греція            | 0 – 0     | Хорватія          | Відбір до ЧС 2018 | -    | 24'      |
| 27-3-2018  | Цюрих          | Єгипет            | 0 – 1     | Греція            | товариський матч  | -    | 74'      |
| 15-5-2018  | Севілья        | Саудівська Аравія | 2 – 0     | Греція            | товариський матч  | -    |          |
| Усього     |                | Матчів            | 25        |                   | Голів             | 1    |          |

## Титули і досягнення
- Володар Королівського кубка Саудівської Аравії: 2021-22
- Володар Кубка Румунії: 2024-25